# 粗壮温剑水蚤
粗壮温剑水蚤（学名：Thermocyclops dybowskii）为剑水蚤科温剑水蚤属的动物。分布于俄罗斯、巴勒斯坦、阿尔及利亚、埃及、欧洲以及中国大陆的云南、浙江、湖北、河南、黑龙江、新疆等地，常见于湖泊沿岸带的水草丛中以及植物丰富的池塘中。